# Grenadische Fußballnationalmannschaft
Die grenadische Fußballnationalmannschaft ist die Nationalmannschaft des karibischen Inselstaates Grenada. Grenada ist Mitglied des Weltfußballverbandes FIFA und des Regionalverbandes CONCACAF und nimmt daher auch an Qualifikationsspielen zu Fußball-Weltmeisterschaften und zum CONCACAF Gold Cup teil. Die Mannschaft trägt wegen der grenadischen Gewürze den Spitznamen Spice Boyz. Die Mannschaft nahm bisher zweimal am CONCACAF Gold Cup teil, 2009 und 2011, und schied in der Vorrunde aus. Die Qualifikation für eine Fußball-Weltmeisterschaft gelang bisher noch nicht.

## WM-Qualifikation
Im Rahmen der Qualifikation zur Fußball-Weltmeisterschaft 2010 in Südafrika traf das Team in der ersten Runde der CONCACAF-Zone auf die Nationalmannschaft der Amerikanischen Jungferninseln. In St. George’s gewann die Mannschaft mit 10:0 vor 3000 Zuschauern und zog damit in die zweite Runde ein, wo man auf Costa Rica traf. Das Hinspiel am 14. Juni 2008 in St. George’s endete 2:2 unentschieden. Das Rückspiel fand am 21. Juni in San José statt und endete 0:3. Damit war Grenada ausgeschieden.

## Turniere

### Weltmeisterschaft
- 1930 bis 1979 – nicht teilgenommen
- 1982 – In der Qualifikation zur WM 1982 in Spanien traf man in der Qualifikation für die Gruppe A der Karibikzone auf Guyana und schied mit 2:5 und 2:3 aus.
- 1986 – In der Qualifikation zur WM 1986 in Mexiko wurde man in der Gruppe 3 der 1. Runde gegen Trinidad und Tobago gelost, verzichtete jedoch auf die Teilnahme.
- 1990 bis 1994 – nicht teilgenommen
- 1998 – In der Qualifikation zur WM 1998 in Frankreich traf man in der Karibikzone 1 der Vorrunde erst auf Guyana und setzte sich mit 2:1 und 6:0 durch. Danach musste man gegen Haiti antreten und schied mit 1:6 und 0:1 aus.
- 2002 – In der Qualifikation zur WM 2002 in Japan und Südkorea wurde man in der Karibikzone 1 der 1. Runde gegen Barbados gelost und schied mit 2:2 und 2:3 nach Verlängerung aus.
- 2006 – In der Qualifikation zur WM 2006 in Deutschland traf man in der 1. Runde auf den altbekannten Gegner aus Guyana und zog mit 5:0 und 3:1 in die 2. Runde ein. Dort schied man mit 0:3 und 2:3 gegen die USA aus.
- 2010 – In der Qualifikation zur WM 2010 in Südafrika traf man in 1. Runde auf die Amerikanischen Jungferninseln und qualifizierte sich mit 10:0 in nur einem Spiel für die 2. Runde. Dort schied man in der Gruppe 3 mit 2:2 und 0:3 gegen Costa Rica aus.
- 2014 – In der Qualifikation zur WM 2014 in Brasilien traf man in der 2. Runde auf Guatemala, Belize und St. Vincent und die Grenadinen. Nach nur 1 Sieg und 1 Unentschieden aus 6 Spielen schied man als Gruppenletzter aus.
- 2018 – In der Qualifikation zur WM 2018 in Russland traf die Mannschaft in der zweiten Runde im Juni 2015 auf Puerto Rico und qualifizierte sich mit 0:1 und 2:0 für die 3. Runde. Dort schied man mit 1:3 und 0:3 gegen Haiti aus.
- 2022 – In der Qualifikation zur WM 2022 in Katar traf die Mannschaft in der ersten Runde im März und Juni 2021 auf El Salvador, Antigua und Barbuda, Montserrat und die Amerikanischen Jungferninseln. Nach einem Sieg und zwei Niederlagen hatte die Mannschaft schon vor dem letzten Spiel keine Chance mehr sich für die zweite Runde zu qualifizieren und verlor auch das letzte Spiel.
- 2026 – In der Qualifikation zur WM 2026 in Kanada, Mexiko und den USA traf die Mannschaft in der zweiten Runde im Juni 2024 und Juni 2025 auf Costa Rica, Trinidad und Tobago, St. Kitts und Nevis und auf die Bahamas. Nach zwei Siegen, einem Remis und einer Niederlage war die Mannschaft punktgleich mit Trinidad und Tobago, hatte aber die schlechtere Tordifferenz und verpasste damit als Gruppendritter die dritte Runde.

### CONCACAF-Meisterschaft

#### CONCACAF-Nations-Cup
Ab 1973 diente das Turnier auch als WM-Qualifikation.
- 1963 bis 1977 – nicht teilgenommen
- 1981 – nicht qualifiziert
- 1985 – zurückgezogen
- 1989 – nicht teilgenommen

#### CONCACAF Gold Cup
- 1991 – nicht teilgenommen
- 1993 bis 2007 – nicht qualifiziert
- 2009 – Vorrunde
- 2011 – Vorrunde
- 2013 bis 2019 – nicht qualifiziert
- 2021 – Vorrunde
- 2023 bis 2025 – nicht qualifiziert

### Karibikmeisterschaft
- 1989 – 2. Platz
- 1990 – Vorrunde
- 1991 – nicht teilgenommen
- 1992 bis 1996 – nicht qualifiziert
- 1997 – 4. Platz
- 1998 – nicht qualifiziert
- 1999 – Vorrunde
- 2001 bis 2007  – nicht qualifiziert
- 2008 – 2. Platz
- 2010 – 4. Platz
- 2012 bis 2017 – nicht qualifiziert

## Rekordspieler
Quelle: Grenada - Record International Players
| #  | Player            | Period    | Caps | Goals |
| -- | ----------------- | --------- | ---- | ----- |
| 1  | Cassim Langaigne  | 2004–2016 | 72   | 6     |
| 2  | Ricky Charles     | 1995–2011 | 71   | 37    |
| 3  | Anthony Modeste   | 1996–2011 | 67   | 13    |
| 4  | Jason Belfon      | 2013–     | 53   | 0     |
| 4  | Patrick Modeste   | 1996–2015 | 53   | 6     |
| 6  | Kithson Bain      | 2002–2015 | 49   | 17    |
| 6  | Marc Marshall     | 2004–2015 | 49   | 0     |
| 8  | Kwazim Theodore   | 2017–     | 45   | 1     |
| 9  | Shavon John-Brown | 2012–     | 41   | 4     |
| 9  | Jamal Charles     | 2015–     | 41   | 17    |
| 11 | Irvine Smith      | 2011–     | 40   | 0     |
| 12 | Shanon Phillip    | 2008–2018 | 39   | 0     |
| 13 | Saydrel Lewis     | 2017–     | 38   | 8     |

### Rekordtorschützen
| #  | Player            | Period    | Goals | Caps | Ratio |
| -- | ----------------- | --------- | ----- | ---- | ----- |
| 1  | Ricky Charles     | 1995–2011 | 37    | 71   | 0.52  |
| 2  | Kithson Bain      | 2002–2015 | 17    | 49   | 0.35  |
| 2  | Jamal Charles     | 2015–     | 17    | 41   | 0.41  |
| 4  | Denis Rennie      | 1999–2008 | 14    | 17   | 0.82  |
| 4  | Jason Roberts     | 1998–2008 | 14    | 28   | 0.50  |
| 6  | Anthony Modeste   | 1996–2011 | 13    | 67   | 0.19  |
| 7  | Saydrel Lewis     | 2017–     | 8     | 38   | 0.21  |
| 8  | Keith Fletcher    | 1990–2000 | 7     | 11   | 0.64  |
| 8  | Jake Rennie       | 2008–2017 | 7     | 32   | 0.22  |
| 10 | Denron Frederick  | 2009–2018 | 6     | 19   | 0.32  |
| 10 | Joshua Zion Isaac | 2021–     | 6     | 11   | 0.550 |
| 10 | Clive Murray      | 2011–2015 | 6     | 20   | 0.30  |
| 10 | Patrick Modeste   | 1996–2015 | 6     | 53   | 0.11  |
| 10 | Cassim Langaigne  | 2004–2016 | 6     | 72   | 0.08  |

## Weitere Bekannte Spieler
- Shalrie Joseph, (2001–2008), Spieler in der Major League Soccer bei New England Revolution

## Trainer
- Rudi Gutendorf (1976–1977)
- Imre Kenyeres (1997–1998)
- Carlos Alberto Daluz (1999–2000)
- Franklyn Simpson (2001–2002)
- Alister Debellotte (2004)
- Mike Adams (2004–2005)
- Norris Wilson (2007–2009)
- Andrew Murzo (2009)
- Tommy Taylor (2009–2010)
- Franklyn Simpson (2011)
- Anthony Modeste (2012)
- Alister Debellotte (2012)
- Clark John (2013–2014)
- Anthony Modeste (2014–2015)
- Jorge Añón (2015)
- Anthony Modeste (2015–2016)
- Andrew Munro (2016)
- Ashley Folkes (2017)
- Shalrie Joseph (2018–2019)
- Andrew Murzo (2019–2020)
- Michael Findlay (2021–2022)
- Anthony Modeste (2022–2023)
- Terry Connor (seit 2023)